# Омерли (Халфети)
Омерли, раније познато као Амара, је село у Халфетима, Шанлијфурској покрајини на југоистоку Турске. Становништво се процењује на 1,182. Многи становници су се преселили у Немачку да би се запослили. 
Село је основано од стране Павлићанина.
Село је родно место Абдулаха Оџелана, курдског лидера курдске радничке партије (ПКК), који је тамо рођен је 4. априла 1949. Сваке године на свој рођендан хиљаде курда путује до села, да прославе њен рођендан.
4. априла 2009. године група од 15.000 курда је ишло у правцу Омерлија. Марш је био прекинут од стране турских власти, у сукобима. Двоје људи је изгубило своје животе.